# Трипалладийуран
Трипалла̀дийура́н — бинарное неорганическое соединение, интерметаллид
палладия и урана
с формулой UPd3,
кристаллы.

## Получение
- Сплавление стехиометрических количеств чистых веществ:

{\displaystyle {\mathsf {3Pd+U\ {\xrightarrow {1640^{o}C}}\ UPd_{3}}}}

## Физические свойства
Трипалладийуран образует кристаллы гексагональной сингонии, пространственная группа P 63/mmc, параметры ячейки a = 0,5769 нм, c = 0,9640 нм, Z = 4,
структура типа триникельтитана Ni3Ti.
Соединение конгруэнтно плавится при температуре 1640 °C.